# Flore Vasseur
Flore Vasseur (Annecy, 1973) è una giornalista francese.
Vasseur ha studiato all'Istituto di studi politici di Grenoble e all'HEC Paris. Dopo aver completato gli studi, ha lavorato a New York come imprenditrice nel marketing ed è tornata in Francia come consulente nel 2001. Ha vissuto temporaneamente a Kabul, in Afghanistan, dove il suo compagno ha partecipato agli sforzi di ricostruzione postbellica.
Nel 2006, le ''Éditions des Équateurs hanno pubblicato il suo primo romanzo, Une fille dans la ville. Per questo lavoro ha ricevuto un premio dalla rivista Figaro. Per il suo secondo libro, Comment j'ai liquidé le siècle, Vasseur ha ricevuto il Prix Jean Amila-Meckert e il Grand Prix national Lions de littérature nel 2011.
Il libro Ce qu'il reste de nos rêves, pubblicato nel 2019, esamina le condizioni per una struttura Internet libera basandosi sulla biografia dell'hacker Aaron Swartz.
Vasseur scrive per diversi media francesi, tra cui Le Journal du dimanche, Libération, Le Monde e La Croix. Gestisce la sua società di produzione, Big Mother Productions, e produce documentari per Canal+ e Arte, tra cui quelli sul politico statunitense Lawrence Lessig, sul dipendente e informatore statunitense Edward Snowden e sulla politica islandese Birgitta Jónsdóttir. Il suo documentario Bigger Than Us sugli attivisti ambientalisti adolescenti è stato presentato in anteprima mondiale in una proiezione speciale al Festival di Cannes 2021 ed è stato candidato al Premio César come miglior documentario nel 2022.
Vasseur è membro del Conseil national du numérique de France dal 2017.

## Lavori

### Libri
- Une fille dans la ville, Sainte-Marguerite sur Mer 2006.
- Comment j’ai liquidé le siècle, Sainte-Marguerite sur Mer 2010. ISBN 978-2-84990-133-5.
- En bande organisée, Sainte-Marguerite sur Mer 2013. ISBN 978-2-84990-230-1.
- Ce qu'il reste de nos rêves. Ed. des Equateurs 2019.

### Documentari
- Meeting Snowden, Documental, 2016.
- Bigger Than Us, 2021.